# Rajd Mille Miglia 1961
Rajd Mille Miglia 1961 (3. Mille Miglia) – 3 edycja rajdu samochodowego Rajd Mille Miglia rozgrywanego we Włoszech. Rozgrywany był od 27 do 28 maja 1961 roku. Była to czwarta runda Rajdowych Mistrzostw Europy w roku 1961.

## Klasyfikacja rajdu
| Miejsce                      | Kierowca                     | Pilot                        | Samochód                     | Czas                         | Strata                       |                              |
| Klasyfikacja generalna i ERC | Klasyfikacja generalna i ERC | Klasyfikacja generalna i ERC | Klasyfikacja generalna i ERC | Klasyfikacja generalna i ERC | Klasyfikacja generalna i ERC | Klasyfikacja generalna i ERC |
| ---------------------------- | ---------------------------- | ---------------------------- | ---------------------------- | ---------------------------- | ---------------------------- | ---------------------------- |
| 1.                           | Gunnar Andersson             | Carl Lohmander               | Ferrari 250 GT               | 3:32:53.8                    | 0.0                          |                              |
| 2.                           | Giulio Cabianca              | Piergiorgio Provolo          | Lancia Flaminia              | 3:39:06.0                    | +6:12.2                      |                              |
| 3.                           | Alberico Cacciari            | Giancarlo Sala               | Ferrari 250 GT               | 3:40:06.6                    | +7:12.8                      |                              |
| 4.                           | Albino Butticchi             | Nicola Camilli               | Alfa Romeo Giulietta SZ      | 3:48:07.0                    | +15:13.2                     |                              |
| 5.                           | Hans-Joachim Walter          | Paul Ernst Strähle           | Porsche 356 A                | 3:49:07.4                    | +16:13.6                     |                              |
| 6.                           | Gianfranco Bonetto           | Carlo Pellizzaro             | Alfa Romeo Giulietta SVZ     | 3:50:02.0                    | +17:08.2                     |                              |
| 7.                           | Rinaldo Parmiggiani          | Luciano Razzuoli             | Alfa Romeo Giulietta SZ      | 3:52:14.4                    | +19:20.6                     |                              |
| 8.                           | Armando Zampiero             | Aldo Corona                  | Alfa Romeo Giulietta SVZ     | 3:53:01.4                    | +20:07.6                     |                              |
| 9.                           | Piero Frescobaldi            | Bruno Sama                   | Lancia Appia                 | 3:55:12.6                    | +22:18.8                     |                              |
| 10.                          | Hans Bauer                   | Federico Zanotti             | Alfa Romeo Giulietta SZ      | 3:55:24.0                    | +22:30.2                     |                              |